# Pasacao
Pasacao is een gemeente in de Filipijnse provincie Camarines Sur op het eiland Luzon. Bij de laatste census in 2007 had de gemeente bijna 42 duizend inwoners.

## Geografie

### Bestuurlijke indeling
Pasacao is onderverdeeld in de volgende 19 barangays:
| - Antipolo - Bagong Silang - Bahay - Balogo - Caranan - Cuco - Dalupaon - Hubo - Itulan - Macad | - Odicon - Quitang - Salvacion - San Antonio - San Cirilo - Santa Rosa Del Norte - Santa Rosa Del Sur - Tilnac - Tinalmud |

## Demografie
Pasacao had bij de census van 2007 een inwoneraantal van 41.533 mensen. Dit zijn 3.110 mensen (8,1%) meer dan bij de vorige census van 2000. De gemiddelde jaarlijkse groei komt daarmee uit op 1,08%, hetgeen lager is dan het landelijk jaarlijks gemiddelde over deze periode (2,04%). Vergeleken met de census van 1995 is het aantal mensen met 5.463 (15,1%) toegenomen.

De bevolkingsdichtheid van Pasacao was ten tijde van de laatste census, met 41.533 inwoners op 149,54 km², 277,7 mensen per km².